# Фаєз ат-Таравне
Фаєз Ахмед Махмуд Хамад Халаф ат-Таравне (араб. فايز أحمد محمود حمد خلف الطراونة; 1 травня 1949 — 15 грудня 2021) — йорданський політик, двічі очолював уряд Йорданії.

## Життєпис
Спочатку вивчав економіку на батьківщині, захистив дисертацію доктора економічних наук в університеті Південної Каліфорнії. Від січня до серпня 1988 року очолював міністерство промисловості, торгівлі й постачання. У 1997-1998 роках був міністром закордонних справ.